# Нижний Калгукан
Нижний Калгукан — село в Калганском районе Забайкальского края России. Административный центр сельского поселения «Нижне-Калгуканское».

## География
Село находится в южной части района, на левом берегу реки Калгукан (бассейн реки Верхняя Борзя), на расстоянии примерно 18 километров (по прямой) к югу от села Калга. Абсолютная высота — 589 метров над уровнем моря.
Климат
Климат характеризуется как резко континентальный. Средняя температура самого холодного месяца (января) составляет −26 — −28°С, температура самого тёплого (июля) — 18 — 20°С. Среднегодовое количество атмосферных осадков составляет 350 — 500 мм.
Часовой пояс
Село Нижний Калгукан находится в часовой зоне МСК+6. Смещение применяемого времени относительно UTC составляет +9:00.

## История
Основано в 1830 году ссыльными поселенцами. В период коллективизации в селе были образованы колхозы имени В. П. Чкалова и «Коминтерн».

## Население
| 1989 | 2002 | 2010 | 2012 | 2013 | 2014 | 2015 |
| ---- | ---- | ---- | ---- | ---- | ---- | ---- |
| 1071 | ↘872 | ↘749 | ↘726 | ↘711 | ↘691 | ↘671 |
| 2021 |      |      |      |      |      |      |
| ↘546 |      |      |      |      |      |      |

Половой состав
По данным Всероссийской переписи населения 2010 года в гендерной структуре населения мужчины составляли 48,3 %, женщины — соответственно 51,7 %.
Национальный состав
Согласно результатам переписи 2002 года, в национальной структуре населения русские составляли 100 % из 872 чел.

## Инфраструктура
В селе функционируют средняя общеобразовательная школа, детский сад, дом культуры, библиотека и фельдшерско-акушерский пункт.

## Улицы
Уличная сеть села состоит из девяти улиц.